# Verena Hanshaw
Verena Hanshaw (Wenen, 20 januari 1994) is een Oostenrijks voetbalspeelster. Ze speelt als verdediger voor West Ham United FC in de Super League.

## Clubcarrière
Hanshaw begon haar carrière in 2009 bij de Oostenrijkse club USC Landhaus, waarvoor ze 15 keer in actie kwam en eenmaal tot scoren kwam. In 2010 verliet ze haar geboorteland voor een overstap naar het Duitse Herdorder SV. In haar enige seizoen bij de club kwam ze negentien keer uit in de Bundesliga. In juli 2011 tekende Hanshaw een contract bij BV Cloppenburg, actief in de tweede Bundesliga. In het seizoen 2012/13 kwam ze in 21 van de 22 competitiewedstrijden in deze competitie in actie en wist ze promotie naar de Bundesliga af te dwingen. Met elf doelpunten had Hanshaw een groot aandeel in de promotie. Nadat Cloppenburg weer terug naar de tweede Bundesliga degradeerde in het seizoen 2013/14, voegde Hanshaw zich bij SC Freiburg in juli 2014. In twee seizoenen kwam ze tot 31 optreden in de Bundesliga voor de Zuid-Duitse club.
In 2016 maakte Hanshaw de overstap naar SC Sand. Met deze club haalde ze de finale van de DFB Pokal, die nipt met 2-1 ging verloren tegen VfL Wolfsburg.
In juli 2018 vond Hanshaw in het toenmalige 1. FFC Frankfurt (nu Eintracht Frankfurt) haar volgende club in Duitsland. Ze verkreeg al snel een basisplaats en kwam minimaal 20 competitiewedstrijden in actie in vijf van de zes seizoenen dat ze actief was in Frankfurt am Main. Op 10 december 2021 verlengde Hanshaw haar contract bij Eintracht Frankfurt tot medio 2024..
Hanshaw behaalde drie seizoenen op rij de derde plaats in de Bundesliga in respectievelijk de seizoenen 2021/22, 2022/23 en 2023/24. Hierdoor nam ze ook deel aan de Champions League kwalificatie. Op 7 mei 2024 werd bekend dat Hanshaw Eintracht Frankfurt haar contract niet zou verlengen en de cluvlb ging verlaten. In haar zes seizoenen bij de club kwam Hanshaw tot meer dan 130 optredens voor de club.
Hanshaw maakte een transfer naar het Italiaanse AS Roma, waar ze een tweejarig contract tekende. Ze maakte haar Serie A debuut in de Deeby della Capitale tegen SS Lazio. Met een assist droeg ze bij aan het 2-2 gelijkspel tegen de stadsgenoot. Op 6 januari 2025 won Hanshaw met AS Roma de Suppercopa Italiana door ACF Fiorentina met 3-1 te verslaan.
Na een paar maanden in de Rome verliet ze de club alweer en stapte ze over naar het Engelse West Ham United. Hanshaw maakte haar debuut in een 2-0 overwinning op Everton FC op 26 januari 2025.

## Statistieken
| Seizoen | Club                | Land      | Competitie        | Wedstrijden | Doelpunten |
| ------- | ------------------- | --------- | ----------------- | ----------- | ---------- |
| 2010/11 | Herforder SV        | Duitsland | Bundesliga        | 19          | 1          |
| 2011/12 | BV Cloppenburg      | Duitsland | Tweede Bundesliga | 18          | 2          |
| 2012/13 | BV Cloppenburg      | Duitsland | Tweede Bundesliga | 21          | 7          |
| 2013/14 | BV Cloppenburg      | Duitsland | Bundesliga        | 21          | 1          |
| 2014/15 | SC Freiburg         | Duitsland | Bundesliga        | 8           | 0          |
| 2015/16 | SC Freiburg         | Duitsland | Bundesliga        | 18          | 0          |
| 2016/17 | SC Sand             | Duitsland | Bundesliga        | 18          | 1          |
| 2017/18 | SC Sand             | Duitsland | Bundesliga        | 17          | 5          |
| 2018/19 | 1. FFC Frankfurt    | Duitsland | Bundesliga        | 21          | 0          |
| 2019/20 | 1. FFC Frankfurt    | Duitsland | Bundesliga        | 20          | 0          |
| 2020/21 | Eintracht Frankfurt | Duitsland | Bundesliga        | 13          | 1          |
| 2021/22 | Eintracht Frankfurt | Duitsland | Bundesliga        | 20          | 2          |
| 2022/23 | Eintracht Frankfurt | Duitsland | Bundesliga        | 20          | 0          |
| 2023/24 | Eintracht Frankfurt | Duitsland | Bundesliga        | 20          | 0          |
| 2024/25 | AS Roma             | Italië    | Serie A           | 10          | 0          |
| 2024/15 | West Ham United     | Engeland  | Super League      | 7           | 0          |
| Totaal  | Totaal              | Totaal    | Totaal            | 271         | 21         |

Laatste update: 5 april 2025

## Interlandcarrière
Hanshaw kam uit voor Oostenrijk -17 en Oostenrijk -19 alvorens ze in 2011 op zeventienjarige leeftijd haar debuut maakte in het Oostenrijkse nationale team. In 2017 was Hanshaw onderdeel van de Oostenrijkse selectie dat de halve finale wist te behalen op het EK 2017. Ze werd persoonlijk beloond door als enige Oostenrijkse op te worden genomen in het 'elftal van het toernooi'. Hanshaw was ook van de partij op het EK 2022 in Engeland.

## Persoonlijk
Hanshaw stond oorspronkelijk bekend onder de naam Verena Aschauer totdat ze in juli 2021 trouwde en de naam Hanshaw aannam.